# Chasing Ghosts: Beyond the Arcade
Chasing Ghosts: Beyond the Arcade é um documentário que foi lançado no festival de Sundance de 2007, e, apresentado posteriormente, mas, no mesmo ano, no Festival de Cinema de Los Angeles e conta a história de 16 jogadores que competiram no Campeonato Mundial de Videogame em 1982.

## Prêmios e indicações
| Ano  | Prêmio                                    | Categoria           | Resultado | Ref.  |
| ---- | ----------------------------------------- | ------------------- | --------- | ----- |
| 2007 | Sundance Film Festival - Grand Jury Prize | Melhor Documentário | Indicado  | [ 1 ] |
| 2007 | Los Angeles Film Festival                 | Melhor Documentário | Indicado  | [ 2 ] |